# 1779 au théâtre
| Années du théâtre : 1776 - 1777 - 1778 - 1779 - 1780 - 1781 - 1782    |
| Décennies du théâtre : 1740 - 1750 - 1760 - 1770 - 1780 - 1790 - 1800 |

## Événements
- 12 avril : inauguration du Théâtre des Variétés-Amusantes à Paris[1].

## Pièces de théâtre publiées
- Nathan le Sage, drame historique de Lessing, Berlin.
- Médée, tragédie de Jean-Marie-Bernard Clément, Paris, Moutard, 51 p. (lire en ligne).

## Pièces de théâtre représentées
- 6 avril : Iphigénie en Tauride (Iphigenie auf Tauris), tragédie en prose de Goethe, Weimar, Théâtre privé de la Cour grand-ducale.
- 20 mai : L'Amant capricieux (Die Laune des Verliebten) de Goethe, château d'Ettersburg en Thuringe devant la cour de Weimar, avec une musique de Karl Siegmund von Seckendorff ; Goethe joue le rôle d'Eridon.
- 31 mai : Agathocle, pièce posthume de Voltaire, première donnée à la date du premier anniversaire de la mort de l'auteur, Paris, Comédie-Française.

## Naissances
- 9 février : Anne-Françoise-Hippolyte Boutet, dite Mademoiselle Mars, actrice française, sociétaire de la Comédie-Française, morte le 20 mars 1847.
- 24 avril : Louis Perrin, dit Thénard aîné, acteur français mort le 17 octobre 1825.
- 17 juin : Eugène Hyacinthe Laffillard, auteur dramatique et chansonnier français, mort le 3 janvier 1846.
- 14 novembre : Adam Gottlob Oehlenschläger, poète et dramaturge danois, mort le 20 janvier 1850.

## Décès
- 12 janvier : Antoine de Laurès, poète et auteur dramatique français, mort le 30 novembre 1708.
- 20 janvier : David Garrick, acteur et dramaturge britannique, né le 19 février 1717.
- 14 octobre : George Edward Ayscough, dramaturge et voyageur anglais (date de naissance inconnue).
- 4 novembre : Henri Franconi, auteur dramatique et artiste de cirque français, mort le 22 juillet 1849.
- 16 novembre : Marie-Madeline Blouin, dite Mademoiselle Dubois, actrice française, sociétaire de la Comédie-Française, née en 1746.